# Bio-Siegel
Ein Bio-Siegel ist ein Güte- und Prüfsiegel, mit welchem Erzeugnisse aus ökologischem Landbau gekennzeichnet werden.

Das Bio-Siegel in Deutschland

Die Genehmigung zur Verwendung eines Siegels wird vom Herausgeber reglementiert und ist an die Einhaltung gewisser Standards und Auflagen geknüpft. Die Einhaltung der Kriterien durch die Erzeuger soll durch eine Dokumentationspflicht sowie regelmäßige Entnahme und Untersuchung von Warenproben gewährleistet werden. In der Europäischen Union (EU) wird die Einhaltung der Bestimmungen für alle Bio-Produkte durch die jeweils zuständige Öko-Kontrollstelle überwacht, bei Verwendung eines Verbandssiegels zusätzlich – oder aber ausschließlich – durch den jeweiligen Anbauverband.

## Europa

### Geschützter Begriff Bio
Der Begriff Bio (zu „Biologischer Landwirtschaft“) ist ein durch die EG-Öko-Verordnung EU-weit geschützter Begriff. Gleiches gilt für die Bezeichnungen aus kontrolliert biologischem Anbau und Öko. Produkte, die als Bio beschrieben werden, müssen den Kriterien der EG-Öko-Verordnung entsprechen, aber nicht zwingend mit EU-Bio-Siegel gekennzeichnet werden. Bio-Produkte müssen lebensmittelrechtliche Standards erfüllen, die über die Anforderungen von konventionellen Produkten hinausgehen.

### Europäisches Bio-Siegel

Bio-Siegel der Europäischen Union
Einführung am 1. Juli 2010

Im Juli 2010 wurde EU-weit ein verbindliches neues Bio-Siegel eingeführt (auch als EU-Bio-Logo bezeichnet), das gemäß EU-Recht hergestellte biologische Lebensmittel kennzeichnet. Durch die Einheitlichkeit soll ein breiter Markt gesichert werden – auch Nicht-EU-Länder richten ihre Verordnungen mittlerweile nach dem Lebensmittelrecht des europäischen Biosiegels aus.
In vielen Mitgliedstaaten der EU hat sich das EU-Bio-Siegel durchgesetzt. In Deutschland wurde es bis zur verpflichtenden Kennzeichnung seit 1. Juli 2012 aufgrund des größeren Bekanntheitsgrades des staatlichen deutschen Siegels und der Logos der Anbauverbände relativ wenig bzw. üblicherweise in Kombination mit dem deutschen Siegel verwendet.
Nach einer Klage im Jahr 2018 wurde der Markenschutz des EU-Bio-Logos als Individualmarke gelöscht; anschließend von der Europäischen Kommission als Unionsgewährleistungsmarke wieder geschützt.

#### Kriterien
Das EU-Bio-Siegel kennzeichnet die Produkte, die mindestens den Anforderungen der EG-Öko-Verordnung genügen.
Demnach dürfen mit dem Siegel gekennzeichnete Lebensmittel u. a.
- nicht zur Konservierung ionisierender Strahlung ausgesetzt werden,
- nicht durch und mit gentechnisch veränderte/n Organismen erzeugt werden,
- nicht mit Einsatz von synthetischen Pflanzenschutzmitteln erzeugt werden,
- nicht mit Hilfe von leicht löslichen mineralischen Düngern erzeugt werden,
- nicht mehr als 5 % konventionell erzeugte Bestandteile enthalten (begrenzt auf eine Liste ausdrücklich erlaubter Rohstoffe),
- keine Süßstoffe und Stabilisatoren sowie synthetische Farbstoffe, Konservierungsmittel und Geschmacksverstärker enthalten und
- nur in einer Positiv-Liste aufgeführte pflanzliche Verdickungsmittel, Backtriebmittel oder Emulgatoren enthalten.

Weitere Anforderungen:
- Die Einfuhr von Rohwaren und Produkten aus Drittländern ist geregelt und wird streng, chargenbezogen kontrolliert.
- Fruchtfolgen (Zwei-, Drei- und Vierfelderwirtschaft) sind abwechslungsreich zu gestalten.
- Es werden Mindeststall- und -freiflächen vorgegeben.
- Tiere sind mit ökologisch produzierten Futtermitteln ohne Zusatz von Antibiotika und Leistungsförderern zu füttern.

In Ausnahmefällen – bei nachweislich zufälligen und technisch nicht vermeidbaren Einflüssen – steht ein GVO-Anteil bis zum Schwellenwert von 0,9 % der Kennzeichnung nicht entgegen.
Bei der Lagerung und dem Fulfillment von Bio-Lebensmitteln sind zertifizierte Logistikbetriebe notwendig, die eine entsprechende Wareneingangskontrolle, Etikettierung, Lagerung und Dokumentation sicherstellen.

#### Abgrenzung zu nationalen Siegeln und Verbandssiegeln
In einigen europäischen Ländern, darunter Deutschland, gibt es staatliche Siegel. Weil die staatlichen Siegel älter und teils bekannter als das europäische sind, können diese zusätzlich zur Kennzeichnung von Bio-Lebensmitteln verwendet werden.
Darüber hinaus gibt es private Label, die über die Anforderungen der EG-Öko-Verordnung hinaus erweiterte, teilweise strengere Anforderungen stellen. Hierzu zählen die Standards der Anbauverbände Biokreis, Bioland, Demeter oder Naturland.

#### Bewertung in einem Schweizer Label-Vergleich

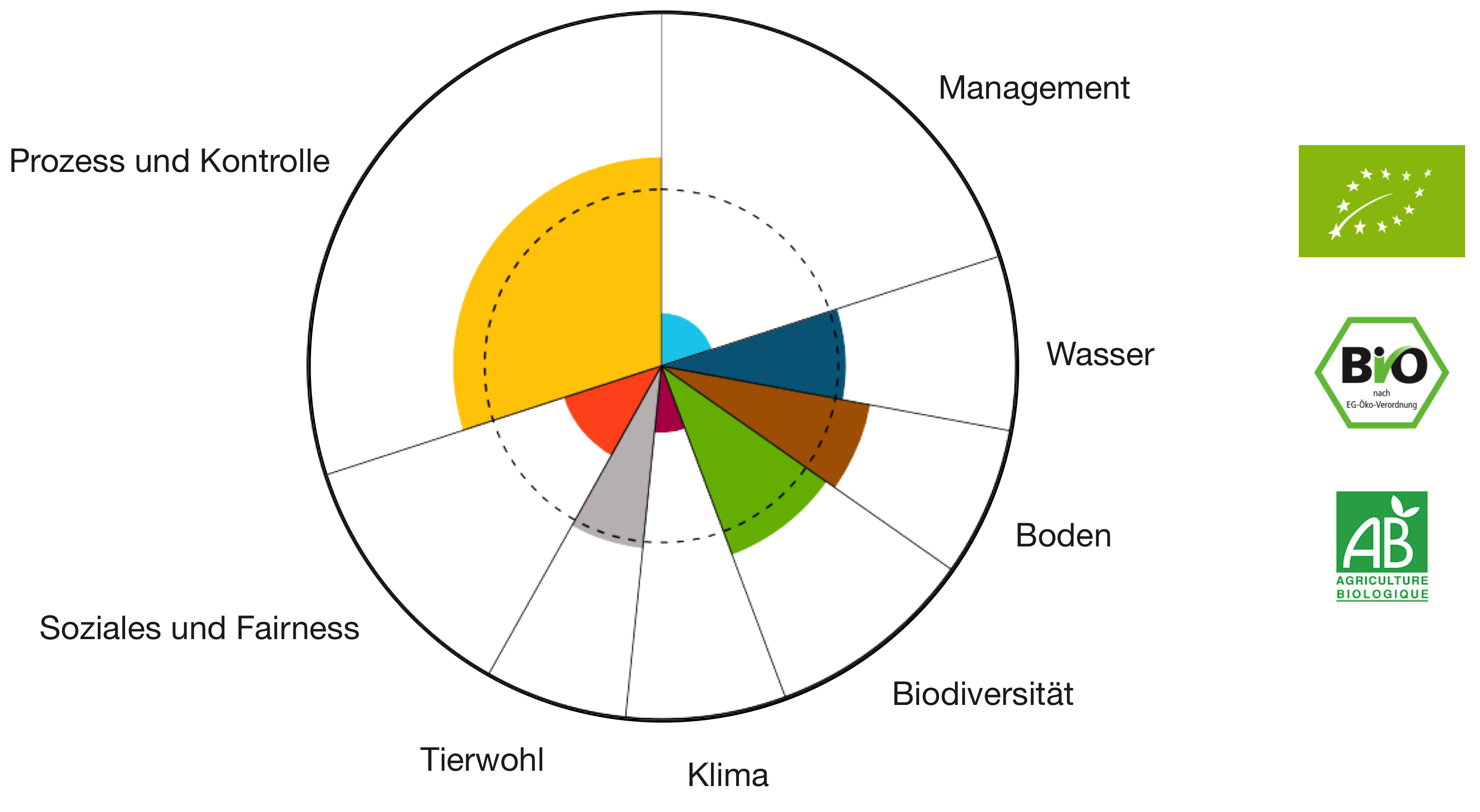
Bewertung des EU-Bio-Siegels in einem Schweizer Label-Vergleich

Die Schweizer Stiftung Praktischer Umweltschutz (PUSCH) verglich, unterstützt u. a. von WWF Schweiz, Helvetas und SKS 32, dort bedeutsame Lebensmittel-Labels, in Bezug auf Nachhaltigkeit und wertete das EU-Bio-Siegel wie das entsprechende französische staatliche Siegel Agriculture Biologique als „bedingt empfehlenswert“. Damit setzte der Bericht sie auf die letzten Plätze; die ersten acht Plätze belegten Schweizer Labels. Der Bericht kritisiert an der EU-Verordnung, dass (Zitat) „Forderungen in Bezug auf Gesamtbetrieblichkeit, Ökoausgleichflächen, Klimaschutz und soziale Bedingungen fehlen. Ausserdem werden Düngemitteleinsatz, Fruchtfolge, Berücksichtigung wertvoller Schutzgebiete und Tierwohl nur teilweise geregelt.“ Die Bewertung des Labels begründet der Bericht (Zitat): „Die EU-Bio-Verordnung schneidet schlechter ab als andere Biostandards, da sie in den Bereichen Bewässerung, Biodiversität, Klima und Soziales nur wenige oder gar keine Anforderungen stellt. Beim Tierwohl und für Aquakulturprodukte sind die Kriterien etwas strenger.“ Die bemängelte Aussagekraft zu den Kriterien Soziales und Fairness oder Management (mit „Schulung der Lizenznehmer“) erklärt sich aus der Natur des Bio-Siegels als solches ohne Funktion als Sozial- oder Fair-Trade-Siegel oder als Marke eines privaten Lizenzsystems.

#### Vorläufer

Bio-Siegel der Europäischen Union
deutsche Version, 2000 bis Juni 2010

Im März 2000 nahm die Europäische Kommission ein Logo mit der Aufschrift Ökologischer Landbau – EG-Kontrollsystem nach der, inzwischen abgelösten, Verordnung (EWG) Nr. 2092/91 über die ökologische/biologische Produktion und die Kennzeichnung von ökologischen/biologischen Erzeugnissen an. Erzeuger konnten das darin definierte Kennzeichen auf freiwilliger Basis verwenden, wenn ihre Wirtschaftsweise und ihre Erzeugnisse den einschlägigen EU-Vorschriften entsprachen.
In der Verordnung (EWG) Nr. 2092/92 der Europäischen Kommission wurde die Verwendung des Gemeinschaftsemblems geregelt. Das ‚EU-Biosiegel‘ enthielt einen Text und wurde daher in allen EU-Amtssprachen und in verschiedenen Versionen herausgegeben; in deutscher Sprache waren die Bezeichnungen Biologische Landwirtschaft und Ökologischer Landbau zulässig.

## Deutschland

### Staatliches Bio-Siegel

Das deutsche staatliche Bio-Siegel
Einführung im September 2001

Im September 2001 wurde das deutsche staatliche Öko-Kennzeichen eingeführt. Es ist ein sechseckiges, grün-schwarz-weißes Symbol, mit dem in Deutschland Lebensmittel und andere landwirtschaftliche Erzeugnisse gekennzeichnet werden können, die den Kriterien der EG-Öko-Verordnung genügen. Seit 2012 ist die Verwendung des EU-Bio-Siegels verpflichtend, sofern ein landwirtschaftliches Erzeugnis als „bio“, „öko“ o. ä. in Verkehr gebracht wird; daneben darf das bei den Verbrauchern weiterhin bekannte Öko-Kennzeichen nach Anmeldung bei der BLE verwendet werden. Das Inverkehrbringen landwirtschaftlicher Erzeugnisse mit dem Öko-Kennzeichen oder irreführender ähnlicher Aufmachung, ohne dass die Voraussetzungen erfüllt sind, ist eine Straftat.
Im Dezember 2010 nutzten 3.803 Unternehmen es auf 61.744 Produkten, im August 2017 nutzten es 4.985 Unternehmen auf 77.342 Produkten und im April 2020 5.615 Unternehmer auf 84.291 Produkten.
Die Schweizerische Stiftung Pusch bewertete unterstützt von WWF Schweiz, Helvetas und SKS in einem Vergleich 2010 und 2015 das EU-Label als „bedingt empfehlenswert“.

### Verbandssiegel
Biosiegel der Produktionsverbände kennzeichnen Produkte, die über die Mindeststandards der EG-Öko-Verordnung hinaus den strengeren Bestimmungen des jeweiligen Verbandes genügen.

#### Bewertung
Die Schweizerischen NGOs Stiftung Pusch, WWF Schweiz, Helvetas und Stiftung für Konsumentenschutz (SKS) bewerteten 2015 in einem Vergleich deutsche Verbandssiegel, die auf dem Schweizer Lebensmittelmarkt von Bedeutung waren (siehe Labels der EU-Länder in der Schweiz):
| Bewertung des Demeter-Siegels, sehr empfehlenswert |
| |
| Demeter steht für biologisch-dynamisch produzierte Lebensmittel. In der Schweiz müssen die produzierenden Höfe zusätzlich Bio Suisse zertifiziert sein, wodurch die Produkte in vielen Bereichen für inländische Erzeugnisse überdurchschnittliche Resultate erzielen. Die Tiere haben täglichen Auslauf und kommen weitgehend in den Genuss von Gruppenhaltung (Ausnahme: Rindvieh). Da die Richtlinien von Demeter International für importierte Produkte weniger streng sind als die Bio Suisse Anforderungen, erscheint das Label nicht in der höchsten Bewertungskategorie. |

| Bewertung des Naturland-Siegels, sehr empfehlenswert |
| |
| Naturland und Bioland sind die Pendants zu Bio Suisse in Deutschland. Die Vorschriften liegen deutlich über jenen der EU-Bio-Verordnung. Naturland stellt hohe soziale Anforderungen bei Südprodukten. Besonders erwähnenswert sind die Naturland-Anforderungen zur Aquakultur, hier erreicht das Label die höchste Punktzahl. Abzug gibt es, da Flugtransporte nicht klar geregelt sind und keine konkreten Massnahmen zur Erhaltung der Artenvielfalt gefordert werden. |

| Bewertung des Bioland-Siegels, empfehlenswert |
| |
| Bioland und Naturland sind die Pendants zu Bio Suisse in Deutschland. Die Vorschriften liegen deutlich über jenen der EU-Bio-Verordnung. Sie garantieren allen Tierarten ständigen Auslauf. Die Beheizung von Gewächshäusern wird geregelt. Abzüge gibt es vor allem in den Bereichen Management, Klima und Biodiversität. Bioland zertifiziert keine Südprodukte und ist unter der Marke Alnatura erhältlich. |

#### Deutsche Verbandssiegel, Logos

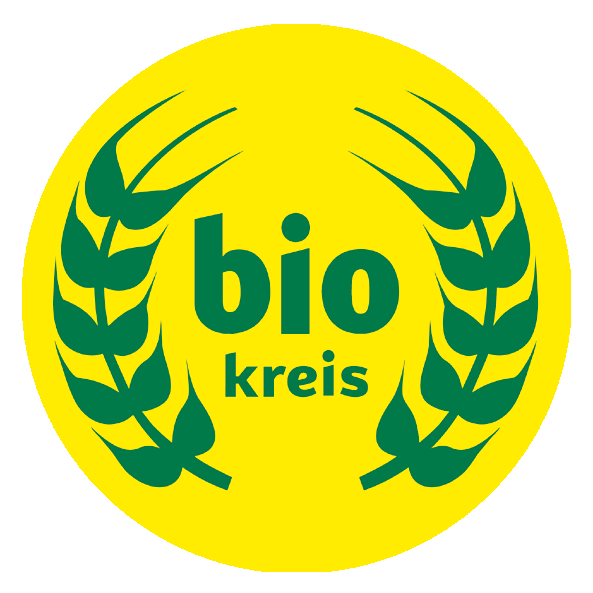
Biokreis
Bioland
Biopark
Demeter
Ecovin
Gäa
Naturland

### Regionale Bio-Siegel

#### Bio-Zeichen Baden-Württemberg
Das Bio-Zeichen Baden-Württemberg soll in Baden-Württemberg hergestellte Bio-Lebensmittel kennzeichnen.

#### Das Bayerische Bio-Siegel
Das Bayerische Bio-Siegel wurde 2015 eingeführt und ist ein Güte- und Prüfsiegel für Produkte aus dem ökologischen Landbau, deren Qualitätskriterien über denen der EG-Öko-Verordnung liegen. Die Qualitäts- und Herkunftsanforderungen orientieren sich an den vier bayerischen Öko-Anbauverbänden (Biokreis, Bioland, Demeter und Naturland). Alle verwendeten Rohstoffe müssen aus Bayern stammen, alle Erzeugungs- und Verarbeitungsschritte müssen lückenlos in Bayern erfolgen.

### Vergleich der Biosiegel

#### Zutaten
| Kriterium            | EU-Bio-Siegel | Biokreis      | Bioland       | Demeter       | Naturland     | Bayerisches Bio-Siegel |
| -------------------- | ------------- | ------------- | ------------- | ------------- | ------------- | ---------------------- |
| Ökologische Herkunft | 95 %          | 95 %          | 95 %          | 95 %          | 95 %          | 95 %                   |
| Farbstoffe           | nicht erlaubt | nicht erlaubt | nicht erlaubt | nicht erlaubt | nicht erlaubt | nicht erlaubt          |
| Geschmacksverstärker | nicht erlaubt | nicht erlaubt | nicht erlaubt | nicht erlaubt | nicht erlaubt | nicht erlaubt          |
| Künstliche Aromen    | nicht erlaubt | nicht erlaubt | nicht erlaubt | nicht erlaubt | nicht erlaubt | nicht erlaubt          |
| Natürliche Aromen    | erlaubt       | erlaubt       | erlaubt       | nicht erlaubt | erlaubt       | erlaubt                |
| Nitritpökelsalz      | erlaubt       | nicht erlaubt | nicht erlaubt | nicht erlaubt | erlaubt       | erlaubt                |
| Carrageen            | erlaubt       | nicht erlaubt | nicht erlaubt | nicht erlaubt | nicht erlaubt | erlaubt                |

#### Tierhaltung und Tierfütterung
| Kriterium                                        | EU-Bio-Siegel                                     | Biokreis                                            | Bioland                                            | Demeter                                           | Naturland                                                                 | Bayerisches Bio-Siegel                           |
| ------------------------------------------------ | ------------------------------------------------- | --------------------------------------------------- | -------------------------------------------------- | ------------------------------------------------- | ------------------------------------------------------------------------- | ------------------------------------------------ |
| Fläche Schweinehaltung (m2 / Tier, Mastschweine) | Stallfläche 0,8 – 1,2 m2 Außenfläche 0,6 – 1,0 m2 | Stallfläche 0,8 – 1,5 m2 Außenfläche 0,6 – 1,2 m2   | Stallfläche 0,8 – 1,2 m2 Außenfläche 0,6 – 1,0 m2  | Stallfläche 0,8 – 1,5 m2 Außenfläche 0,6 – 1,2 m2 | Stallfläche 0,8 – 1,5 m2 Außenfläche 0,6 – 1,2 m2                         | Stallfläche 0,8 – 1,2 m2 Außenfläche 0,6 – 1,0 m |
| Anzahl Schweinehaltung (pro ha/y)                | 14 Mastschweine                                   | 10 Mastschweine                                     | 10 Mastschweine                                    | 10 Mastschweine                                   | 10 Mastschweine                                                           | 10 Mastschweine                                  |
| Fläche Kuhhaltung (m2 / Tier, Milchkühe)         |                                                   | Stallfläche 6 m2 Außenfläche 4,5 m2                 | Stallfläche 6 m2 Außenfläche 4,5 m2                | Stallfläche 6 m2 Außenfläche 4,5 m2               | Stallfläche 6 m2 Außenfläche 4,5 m2                                       | Stallfläche 6 m2 Außenfläche 4,5 m2              |
| Anzahl Kuhhaltung (pro ha)                       | 2 Milchkühe                                       | 2 Milchkühe                                         | 2 Milchkühe                                        | 2 Milchkühe                                       | 2 Milchkühe                                                               | 2 Milchkühe                                      |
| Kuhtrainer                                       | teilweise erlaubt Anm. 1                          | nicht erlaubt                                       | nicht erlaubt                                      | nicht erlaubt                                     | nicht erlaubt                                                             | nicht erlaubt                                    |
| Enthornung                                       | nur in Einzelfällen nach Genehmigung              | nur in Einzelfällgen nach Genehmigung mit Betäubung | nur in Einzelfällen nach Genehmigung mit Betäubung | nicht erlaubt                                     | nur in Einzelfällen nach Genehmigung ohne Ätzstifte                       | nur in Einzelfällen nach Genehmigung             |
| Fläche Hühnerhaltung                             | bis zu 6 Tiere pro m2                             | bis zu 6 Tiere pro m2                               | bis zu 6 Tiere pro m2                              | bis zu 6 Tiere pro m2                             | bis zu 6 Tiere pro m2                                                     | bis zu 6 Tiere pro m2                            |
| Anzahl Hühnerhaltung (pro ha)                    | 230 Legehennen 580 Masthühner                     | 140 Legehennen 280 Masthühner                       | 140 Legehennen 280 Masthühner                      | 140 Legehennen 280 Masthühner                     | 140 Legehennen 280 Masthühner                                             | 140 Legehennen 280 Masthühner                    |
| Gentechnisch verändertes Futter                  | nicht erlaubt                                     | nicht erlaubt                                       | nicht erlaubt                                      | nicht erlaubt                                     | nicht erlaubt                                                             | nicht erlaubt                                    |
| Konventionelles Mischfutter                      | nicht erlaubt                                     | nicht erlaubt                                       | nicht erlaubt                                      | nicht erlaubt                                     | nicht erlaubt                                                             | nicht erlaubt                                    |
| Fischmehl                                        | erlaubt                                           | nicht erlaubt                                       | nicht erlaubt                                      | nicht erlaubt                                     | erlaubt (ausschließlich zur Jungtierfütterung bei Geflügel und Schweinen) | erlaubt                                          |
| Silagefutter                                     | erlaubt                                           | erlaubt (nicht ganzjährig und nur anteilig)         | erlaubt (nicht ganzjährig und nur anteilig)        | erlaubt (nicht ganzjährig und nur anteilig)       | erlaubt (nicht ganzjährig und nur anteilig)                               | erlaubt (nicht ganzjährig und nur anteilig)      |
| Futterzukauf                                     | erlaubt, max. 80 %                                | erlaubt, max. 50 %                                  | erlaubt, max. 50 %                                 | erlaubt, max. 50 %                                | erlaubt, max. 50 %                                                        | erlaubt, max. 50 %                               |
| Länge Tiertransporte                             | unter 6 Stunden                                   | max. 4 Stunden und max. 200 km                      | max. 4 Stunden und max. 200 km                     | max. 4 Stunden und max. 200 km                    | max. 4 Stunden und max. 200 km                                            | unter 6 Stunden                                  |
| Treiben mit Stromstößen                          | nicht erlaubt                                     | nicht erlaubt                                       | nicht erlaubt                                      | nicht erlaubt                                     | nicht erlaubt                                                             | nicht erlaubt                                    |
| Beruhigungsmittel                                | nicht erlaubt                                     | nicht erlaubt                                       | nicht erlaubt                                      | nicht erlaubt                                     | nicht erlaubt                                                             | nicht erlaubt                                    |
| Kastration der männlichen Ferkel ohne Betäubung  | nicht erlaubt                                     | nicht erlaubt                                       | nicht erlaubt                                      | nicht erlaubt                                     | nicht erlaubt                                                             | nicht erlaubt                                    |

#### Dünger, Pflanzenschutzmittel und Bewirtschaftung
| Kriterium                              | EU-Bio-Siegel                | Biokreis       | Bioland        | Demeter        | Naturland                                | Bayerisches Bio-Siegel |
| -------------------------------------- | ---------------------------- | -------------- | -------------- | -------------- | ---------------------------------------- | ---------------------- |
| Synthetische Pflanzenschutzmittel      | nicht erlaubt                | nicht erlaubt  | nicht erlaubt  | nicht erlaubt  | nicht erlaubt                            | nicht erlaubt          |
| Blutmehl                               | erlaubt                      | nicht erlaubt  | nicht erlaubt  | nicht erlaubt  | nicht erlaubt                            | nicht erlaubt          |
| Tiermehl                               | erlaubt                      | nicht erlaubt  | nicht erlaubt  | nicht erlaubt  | nicht erlaubt                            | nicht erlaubt          |
| Knochenmehl                            | erlaubt                      | nicht erlaubt  | nicht erlaubt  | nicht erlaubt  | nicht erlaubt                            | nicht erlaubt          |
| Guano                                  | erlaubt                      | nicht erlaubt  | nicht erlaubt  | nicht erlaubt  | nicht erlaubt                            | nicht erlaubt          |
| Spinosad                               | erlaubt                      | nicht erlaubt  | nicht erlaubt  | nicht erlaubt  | erlaubt (nur auf Antrag in Einzelfällen) | erlaubt                |
| Pyrethroide                            | erlaubt                      | erlaubt        | nicht erlaubt  | nicht erlaubt  | nicht erlaubt                            | erlaubt                |
| Pflanzenschutzmittel auf Kupferbasis   | erlaubt                      | erlaubt        | erlaubt        | erlaubt        | erlaubt                                  | erlaubt                |
| Pflanzenschutzmittel auf Schwefelbasis | erlaubt                      | erlaubt        | erlaubt        | erlaubt        | erlaubt                                  | erlaubt                |
| organischer Stickstoff-Dünger          | erlaubt                      | erlaubt        | erlaubt        | erlaubt        | erlaubt                                  | erlaubt                |
| Bewirtschaftungsform                   | ökologisch und konventionell | nur ökologisch | nur ökologisch | nur ökologisch | nur ökologisch                           | nur ökologisch         |

## Österreich

### Staatliches AMA-Biosiegel

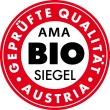
Rot-weißes AMA-Biosiegel mit Ursprungsangabe

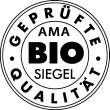
Schwarz-weißes AMA-Biosiegel ohne Ursprungsangabe

Das staatliche österreichische AMA-Biosiegel ist ein Markenzeichen der Agrarmarkt Austria. Es wird von ihr verwaltet und kontrolliert. Seit 1. Januar 2014 gilt die neue AMA-Biosiegel-Richtlinie, die das frühere AMA-Biozeichen zu einem Bio-Gütesiegel weiterentwickelt hat. Es ist ein geschütztes, unabhängiges Gütesiegel, mit dem biologisch erzeugte Lebensmittel ausgezeichnet werden, die qualitativ die gesetzlichen Vorgaben übertreffen. Das AMA-Biosiegel gibt es in zwei Ausprägungen, mit und ohne Ursprungsangabe.
Der Schwerpunkt gekennzeichneter Produkte liegt auf Frischeprodukten wie Milch und Milchprodukte, Obst und Gemüse, Eier, Fleisch und Fleischwaren inkl. Geflügel sowie Brot und Gebäck.
Siegelträger ist die Republik Österreich, vertreten durch die Agrarmarkt Austria Marketing. Lizenznehmer sind Erzeuger, Verarbeitungsbetriebe und Vermarkter von ökologisch erzeugten Produkten.

#### Ursprungsangabe
Beim rot-weißen Siegel mit der Herkunftsangabe „Austria“ stammen alle wertbestimmenden landwirtschaftlichen Bio-Rohstoffe ausschließlich aus Österreich. Das gilt auch für verarbeitete Lebensmittel, die aus mehr als einer Zutat bestehen. Nur ausnahmsweise dürfen Bio-Zutaten bei solchen biologischen Lebensmitteln aus einem anderen Land stammen – etwa, wenn eine Bio-Zutat in Österreich nicht oder nicht in marktrelevanten Mengen erzeugt wird. Selbst dann dürfen diese Bio-Zutaten maximal ein Drittel des Produktes ausmachen. „Klassiker“ sind Bio-Bananen oder Bio-Erdbeeren im Bio-Fruchtjoghurt oder der Bio-Pfeffer in der Bio-Wurst. Wird von dieser Ausnahme Gebrauch gemacht, muss die Herkunft gekennzeichnet werden.
Das schwarz-weiße Siegel ohne Herkunftsangabe schränkt Ort der Be- und Verarbeitung sowie die Herkunft der Bio-Rohstoffe nicht ein.

#### Anforderungen
Vergeben wird das rot-weiß-rote AMA-Biosiegel an Lebensmittel, die den Bestimmungen und Qualitätsanforderungen der AMA-Biosiegel-Richtlinie in der jeweils aktuell geltenden Fassung entsprechen.
Für die landwirtschaftliche Erzeugung gelten die Mindestvorschriften der EG-Öko-Verordnung und der Durchführungsverordnung (EG) 889/2008 sowie eventuell weiterführende Kriterien von Bioverbänden.
Die AMA-Biosiegel-Richtlinie setzt auf Ebene der Verarbeitung und des Handels an. Sie legt – über die Mindestvorschriften der EU hinausgehende – Anforderungen für die Be- und Verarbeitung, für Schlacht- und Zerlegebetriebe, Packstellen, Direktvermarkter und den Lebensmittelhandel fest. Die EG-Öko-Verordnung erlaubt bei zusammengesetzten Lebensmitteln eine Bio-Kennzeichnung, wenn 95 Prozent der Zutaten aus biologischer Landwirtschaft stammen. Die AMA verlangt 100 Prozent biologische Zutaten bei landwirtschaftlichen Rohstoffen. Monoprodukte (also Fleisch, Milch, Eier oder Obst und Gemüse) mit dem AMA-Biosiegel müssen zu hundert Prozent biologischen Ursprungs sein.
Die AMA-Richtlinie definiert Qualitätskriterien und Anforderungen an die „gute Herstellungspraxis“ und Hygienestandards; chemische, mikrobiologische und sensorische müssen diesen Vorgaben entsprechen. Beispielsweise ist eine garantierte Rindfleischreifung von mindestens neun Tagen bei Edelteilen vorgeschrieben. Bei Milchprodukten werden die jeweils höchste Qualitätsstufe laut dem Österreichischen Lebensmittelbuch sowie die erste Güteklasse nach dem AMA-Gütebewertungsschemata gefordert. Das wird durch regelmäßige Produktanalysen überprüft.
Das AMA-Biosiegel sieht Einschränkungen bei den Zusatzstoffen vor. Rund ein Viertel der Zusatzstoffe, deren Verwendung die EG-Öko-Verordnung erlaubt, ist bei AMA-Biosiegel-Produkten verboten. Langfristiges Ziel der AMA ist eine weitere Reduzierung der erlaubten Zusatzstoffe.
Auch bei den Verpackungen gibt es Anforderungen: So darf kein chlorhaltiges Verpackungsmaterial verwendet werden, wenn es mit Bio-Lebensmittel in Kontakt kommen könnte.

#### Kontrollsystem
In der Landwirtschaft wird mindestens einmal jährlich durch Bio-Kontrollstellen kontrolliert. Bei den Verarbeitern erfolgen:
- laufende Eigenkontrollen und Dokumentation durch den Betrieb (Produktanalysen, HACCP, gute Herstellungspraxis)
- mindestens einmal jährlich externe Kontrollen durch unabhängige Bio-Kontrollstellen
- Überkontrollen durch die AMA (Kontrolle der Kontrolle)

Beispiel Biomilch:
- Landwirt: Bio-Futtermittel (landwirtschaftliche biologische Bewirtschaftung der Futterflächen), Haltungsbedingungen (Gruppenhaltung etc.), Stallkontrolle
- Transport: Trennung Bio-Milch von konventioneller Milch (getrennte Kammern)
- Molkerei: Trennung zwischen konventioneller und biologischer Milch, Hygiene, HACCP, Laboruntersuchungen, ordnungsgemäße Kennzeichnung

### Verbandssiegel Bio Austria

Bio Austria

Neben dem staatlichen AMA-Biosiegel gibt es ein Siegel des Anbauverbandes Bio Austria, dessen Richtlinien teilweise über die staatlichen Richtlinien hinausgehen.

## Schweiz
Quellen / Referenzen siehe Weblinks > Schweiz

### Bio-Siegel in der Schweiz
Die Stiftung Pusch, der WWF Schweiz, die Helvetas und die Stiftung für Konsumentenschutz SKS haben zuletzt 2010 und 2015 die 31 wichtigsten auf dem Schweizer Lebensmittelmarkt vertretenen Siegel bezüglich Nachhaltigkeit beurteilt (2010: 32 Siegel) und die Einstufung in einem Ratgeber veröffentlicht. Sie wollen damit eine objektive Information und Orientierung für Konsumenten erreichen und die Markttransparenz von Siegel-Produkten und die Verbesserung von Siegel-Systemen fördern.
Bewertet wurden nur Lebensmittel-Siegel, die mehr als einen der Beurteilungsbereiche abdecken und gesamtschweizerisch oder in großen Teilen der Schweiz präsent sind. Die Einstufung berücksichtigt somit keine Herkunfts-Siegel (z. B. Suisse Garantie) oder Wirkungs-Siegel (z. B. CO2). Jedoch wurden auch Siegel bewertet, welche keine Bio-Siegel sind (z. B. IP-Suisse).

### EU-Labels, Labels der EU-Länder in der Schweiz
Als sehr empfehlenswert (zweiter Qualitätsbereich des Ratings) wurden die deutschen Labels Demeter (158 Punkte) und Naturland (144 Punkte) beurteilt, als empfehlenswert das deutsche Label Bioland (125 Punkte) und das niederländische UTZ Certified (120 Punkte).
Das EU-Label, und die den EU-Kriterien entsprechenden staatlichen Bio-Labels – wie folglich u. a. auch das Deutsche staatliche Bio-Siegel, in der Bewertung das französische staatliche Agriculture Biologique – landeten im Ranking 2015 mit 83 Punkten am allerletzten Platz der bedingt empfehlenswerten:
Dazu im Hintergrundbericht 2015 Labels für Lebensmittel:
Die EU-Verordnung verbietet gentechnisch veränderte Organismen, den Einsatz von Pestiziden und fördert einen schonenden Umgang mit natürlichen Ressourcen. Insgesamt sind die Anforderungen jedoch deutlich weniger streng als jene der Bio-Verbandslabel wie Bio Suisse. Forderungen in Bezug auf Gesamtbetrieblichkeit, Ökoausgleichflächen, Klimaschutz und soziale Bedingungen fehlen. Außerdem werden Düngemitteleinsatz, Fruchtfolge, Berücksichtigung wertvoller Schutzgebiete und Tierwohl nur teilweise geregelt. Insgesamt fehlt es an konkreten Maßnahmen, die eine zielgerechte Umsetzung sicherstellen.

### Bewertungskriterien
Die Labels wurden in folgenden Bereichen beurteilt:
- Management – Einhaltung von Gesetzen, Managementsysteme, Schulungen, Wirkungskontrolle
- Ökologie und Soziales – Vorschriften zum Umgang mit:
  - Wasser
  - Boden
  - Biodiversität
  - Klima
  - Tierwohl
  - Soziales, Fairness
- Prozesse und Kontrolle – Labelführung, Transparenz, Kriterienerstellung, Unabhängigkeit, Kontrolle, Geltungsbereich.

Grundlage des Kriterienkataloges waren die Kriterien der Bewertung der Lebensmittel-Labels von 2010 von WWF Schweiz, Schweizer Tierschutz STS und Stiftung für Konsumentenschutz SKS. Im Weiteren aktuelle Entwicklungen und Erkenntnisse aus der Forschung, Praxis und Politik. Die Kriterien wurden abgestimmt mit Benchmarkkriterien des International Trade Centers ITC, der Gesellschaft für Internationale Zusammenarbeit GIZ sowie der ISEAL Alliance, der globalen Mitgliedervereinigung für Nachhaltigkeitsstandards, um die Relevanz der Kriterien auch im internationalen Kontext zu gewährleisten.

#### Entwicklung des Kriterienkatalogs
Die Grundlage für den Kriterienkatalog bildeten die Bewertungskriterien von WWF/SKS/STS aus dem Jahr 2010, welche damals in einem standardisierten Prozess von rund 100 Experten festgelegt und gewichtet wurden. Die Experten stammten aus nationalen und internationalen Forschungsinstituten, NGOs und Bundesämtern. Personen, welche operativ in Labelorganisationen tätig waren, wurden bewusst nicht als Experten zugelassen. Genaue Informationen zur Erstellung der Kriterien 2010 sind im Hintergrundbericht 2010 nachzulesen. Die Bewertungskriterien von 2010 wurden 2015 überarbeitet, wobei aktuelle Erkenntnisse aus der Forschung sowie Hinweise von Experten mit einbezogen wurden.
Die wichtigsten Studien, die in die neuen Bewertungskriterien mit eingeflossen sind:
- Sustainable Standard Comparison Tool SSCT der ISEAL Alliance, des International Trade Center ITC und der deutschen Gesellschaft für Internationale Zusammenarbeit GIZ, 2014
- Glaubwürdigkeitskriterien der ISEAL Alliance, der globalen Mitgliedervereinigung für Nachhaltigkeitsstandards
- Basic Indicators des Committee on Sustainability Assessment COSA
- SAFA Sustainability Assessment of Food and Agriculture System Guidelines der Food and Agriculture Organization der UNO
- Best Practice Guideline for Agriculture and Value Chains des Sustainable Organic Action Network SOAAN, V1.0, 2013
- Certification Assessment Tool CAT des WWF
- Global Sustainable Seafood Initiative GSSI, 2013

#### Bewertungskriterien im Einzelnen
1 Management
- Einhaltung von lokal, regional und national geltenden Gesetzen
- Erhaltung der ökologischen und sozialen Funktionen des Gebiets, in dem die landwirtschaftliche Produktion stattfindet
- Regelmäßige Schulungen und Weiterbildung der Lizenznehmer
- Erzielung der beabsichtigten Wirkung

2 Ökologie und Soziales
2.1 Wasser
- Erhaltung der natürlichen Wasserressourcen
- Verhinderung der Belastung von Grund- und Oberflächengewässern durch chemisch-synthetische Pestizide, Öl, Plastik, Abfall oder Abwasser
- Ausgeglichene Nährstoffbilanz von Gewässern

2.2 Boden
- Aufrechterhaltung der Bodensubstanz und Bodenfruchtbarkeit durch Vermeidung von Erosion, Strukturveränderungen, Verdichtung und Versalzung
- Aufrechterhaltung der Bodenfruchtbarkeit durch ausreichende Humussubstanz und die Vermeidung von chemisch-synthetischen Pestiziden, Schwermetallbelastung, Monokulturen und Versauerung

2.3 Biodiversität
- Erhalt von Lebensraum- und Artenvielfalt und deren Vernetzung durch:
- Strukturvielfalt und Vernetzungselemente
- Eindämmung weiterer Ausdehnung der Land- und Forstwirtschaft
- Extensive Bewirtschaftungsformen
- Vermeidung von Überdüngung durch eine geeignete Anzahl Tiere pro Fläche, verbunden mit
- Eigenproduktion von Futtermitteln

2.4 Klima
- Energieeffizienz und/oder Vermeidung hoher CO2-Emissionen in Produktion und Verarbeitung durch:
- Einsatz effizienter Maschinen und neuer Technologien bei Fahrzeugen, bei der Beheizung von
- Gewächshäusern, bei Verarbeitungsprozessen etc.
- Verzicht auf synthetische Düngemittel und Pestizide
- Kurze Transportwege, Verbot von Flugtransporten, Verzicht auf synthetische Kältemittel, geringer Einsatz von Verpackungen etc.
- Erhalt natürlicher Kohlenstoffspeicher wie Wald, Busch, Savanne, Torfböden, Hochmoore oder Feuchtgebiete
- Vermeidung von Klimabelastung durch Emissionen von luftverschmutzenden Substanzen und Treibhausgasen (Feinstaub, Ozon, Schwefeldioxide, Stickoxide, Ammoniak, Methan, Kohlenstoffdioxid)

2.5 Tierwohl (nur in der Produktegruppe Tierische Produkte)
- Tiergerechte Haltung, die die Gesundheit und das Wohlbefinden der Tiere gewährleistet
- Vermeidung von Stresssituationen bei Transport und Schlachtung
- Tiervermehrung, bei der das Tierwohl genügend berücksichtigt ist
- Geeignete Tierzuchtmethoden, die das Tierwohl berücksichtigen

2.6 Soziale Standards und Gesellschaft
- Hohe Sozialstandards in Produktions-, Verarbeitungs- und Handelsbetrieben, die eine Ausbeutung der Arbeitnehmer, Kinderarbeit und gefährliche Arbeitsbedingungen vermeiden.
- Verzicht auf prophylaktischen Einsatz von Antibiotika respektive Kokzidiostatika in der Tierhaltung, die zu resistenten Krankheitserregern und Krankheiten bei Tier und Mensch führen.
- Verzicht auf Zusatz- und Verarbeitungshilfsstoffe.

3 Prozesse und Kontrolle
3.1 Labelführung
- Umfassende Berücksichtigung der Nachhaltigkeitsaspekte in den Label-Richtlinien
- Transparente Geschäftsstrukturen und partizipativer Stakeholder-Prozess innerhalb der Labelorganisation

3.2 Transparenz
- Transparenz der inhaltlichen Kriterien und des Kontrollverfahrens für den Verbraucher, was die Glaubwürdigkeit stützt
- Transparenz für die Konsumenten durch gleiche Anforderungsniveaus unter einem Label
- Klare und verifizierbare Richtlinien, die eine glaubwürdige Kontrolle der Einhaltung ermöglichen

3.3 Entwicklung der Labelanforderungen
- Proaktive Anhörung der relevanten Stakeholder
- Klar und konkret formulierte Richtlinien für eine zielgerechte Umsetzung
- Häufige und regelmäßige Aktualisierung der Richtlinien, was eine Anpassung an neue Erkenntnisse ermöglicht
- Gemeinsames Verständnis der Labelinhaber und Lizenznehmer über die Umsetzung der Richtlinien
- Zunehmende Anstrengungen der Betriebe zur Erfüllung der Umweltleistungen

3.4 Unabhängigkeit
- Unabhängigkeit zwischen Vergabestelle, Nutzer und Kontrollstelle zur Vermeidung von Befangenheit bei der Vergabe des Labels

3.5 Kontrolle und Zertifizierung
- Regelmäßige, mindestens jährliche Kontrollen
- Unangemeldete Kontrollen bei der Tierhaltung
- Zertifizierung im Anschluss an die Kontrolle

3.6 Geltungsbereich
- Gesamte Abdeckung der Wertschöpfungskette
- Gewährleistung der Rückverfolgbarkeit bis zum Produzenten, um das Vertrauen der Konsumenten zu gewinnen
- Labelrichtlinien gelten für alle Produktionszweige des Betriebes (Gesamtbetrieblichkeit)

### Ranking 2015
Ausgezeichnet (200 – 160 Punkte)
- Delinat – 171 Punkte
- Natura-Beef Bio – 170 Punkte
- Naturaplan (Coop) – 168 Punkte
- KAGfreiland – 166 Punkte
- Bio natur plus (Manor) – 165 Punkte
- Bio Weide-Beef (Migros) – 163 Punkte
- Knospe Bio und Knospe Bio Suisse – 161 Punkte

Sehr empfehlenswert (159 – 130 Punkte)
- Fidelio – 159 Punkte
- Demeter – 158 Punkte
- Max Havelaar Cocoa – 144 Punkte
- Naturland – 144 Punkte
- Claro fair trade – 141 Punkte
- Migros Bio – 141 Punkte
- Max Havelaar – 138 Punkte
- Bio Organic (Lidl) – 136 Punkte

Empfehlenswert (129 – 100 Punkte)
- Marine Stewardship Council (MSC) – 129 Punkte
- Aquaculture Stewardship Council (ASC) – 126 Punkte
- Natura-Beef – 126 Punkte
- Bioland – 125 Punkte
- UTZ Certified – 120 Punkte
- Agri Natura (Eigenmarke von Volg, basierend auf IP-Suisse[34]) – 119 Punkte
- Naturafarm (Coop) – 119 Punkte
- IP-Suisse – 117 Punkte
- Nature Suisse (Eigenmarke von Aldi Suisse für Produkte von IP-Suisse[35]) – 117 Punkte
- Rainforest Alliance – 117 Punkte
- TerraSuisse (Eigenmarke der Migros für Produkte von IP-Suisse[34]) – 117 Punkte

Bedingt empfehlenswert (99 – 60 Punkte)
- Natur Aktiv (Aldi) – 98 Punkte
- Friend of the Sea – 94 Punkte
- Spar Natur Pur (Spar) – 92 Punkte
- Agriculture Biologique (AB) – 83 Punkte
- EU-Bio-Label – 83 Punkte

### Vergleich Bewertungen Bio Suisse und EU-Bio
| Bewertung des Knospe Bio / Knospe Bio Suisse Labels 161 Punkte, Ausgezeichnet | Bewertung des EU-Bio Labels und der entsprechenden Länder-Labels 83 Punkte, Bedingt empfehlenswert – die letzten im Ranking |
| | |
| Die Knospe von Bio Suisse kennzeichnet nach den Richtlinien von Bio Suisse hergestellte Bioprodukte. Für in- und ausländische Produkte gelten die gleichen Richtlinien, welche deutlich über die gesetzlichen Anforderungen hinaus gehen. Inländische Produkte sind durch das Schweizer Kreuz im Label hervorgehoben. Das Label erzielt in allen Bewertungsbereichen und Produktsortimenten überdurchschnittliche Resultate, weil es sowohl in den Umweltbereichen Wasser, Boden, Biodiversität und Klima als auch in den Bereichen Tierwohl und Soziales hohe bis sehr hohe Anforderungen stellt. | Das EU-Bio-Label ist das europäische Zeichen für biologische Lebensmittel, die nach der Bio-Verordnung der EU produziert wurden. Die EU-Bio-Verordnung schneidet schlechter ab als andere Biostandards, da sie in den Bereichen Bewässerung, Biodiversität, Klima und Soziales nur wenige oder gar keine Anforderungen stellt. Beim Tierwohl und für Aquakulturprodukte sind die Kriterien etwas strenger. |

### Ranking 2023
Im Juni 2023 wurden 41 Lebensmittellabels (neu) bewertet.

## Bildbeispiele anderer Länder
Beispiele der Bio-Siegel Australien, Frankreich, Japan, Kanada, Niederlande, USA

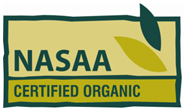
Australien: NASAA Certified Organic
Frankreich: Agriculture Biologique
Japan: JAS Organic
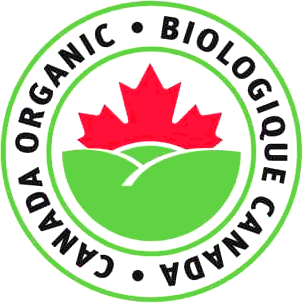
Kanada: Canada Organic / Biologique Canada
Niederlande: EKO
USA: USDA